# Kaka-Nunatak
Der Kaka-Nunatak ist 1400 m hoher Nunatak auf der antarktischen Ross-Insel. Er ist der markanteste der Kea-Nunatakker und ragt 3 km südöstlich des Gipfels von Mount Bird im Zentrum dieser Gruppe auf.
Das New Zealand Geographic Board benannte den Nunatak im Jahr 2000 nach dem Kaka, dem neuseeländischen Waldpapagei.